# Abdul Carrupt
Abdul Carrupt (n. 28 decembrie 1985, Geneva, Elveția) este un fotbalist care evoluează la echipa națională de fotbal a Guineei-Bissau și la Nyon. De-a lungul carierei a mai evoluat la FC Sion și la Lausanne.